# Hans Zepernick
Hans Zepernick (* 1. Mai 1921 in Magdeburg; † 20. September 1975 in Osnabrück) war ein deutscher Leichtathlet, der sich auf den 110-Meter-Hürdenlauf spezialisiert hatte.

## Sportliche Karriere
Hans Zepernick trat bis 1940 für Cricket Magdeburg an. 1941 und 1942 startete er für den Berliner Sport-Club, 1943 für die Post-SG Kiel und 1944 für die Kriegsmarine Reval. Nach dem Zweiten Weltkrieg war zunächst beim Osnabrücker TV und dann ab 1948 bei Blau-Weiß Osnabrück.
Bei Deutschen Meisterschaften siegte er bei den letzten drei Titelkämpfen im Krieg in den Jahren 1941, 1942 und 1943. Von 1946 bis 1950 gewann er vier weitere Meistertitel, nur 1948 wurde er Zweiter hinter Ernst Becker. Von 1951 bis 1954 wurde Zepernick zweimal Zweiter und zweimal Dritter. Seine Bestleistung über 110 Meter Hürden von 14,8 Sekunden lief Zepernick insgesamt fünfmal, unter anderem bei seinen Meisterschaftssiege 1942 und 1950. Bei den Deutschen Polizeimeisterschaften gewann er zwischen 1950 und 1957 mehrere Meistertitel über 110 Meter Hürden und über 400 Meter Hürden. Hans Zepernick trat von 1941 bis 1954 neunmal im Nationaltrikot an.
Mehr Deutsche Meistertitel über 110 Meter Hürden als Hans Zepernick gewannen bis 2025 nur Thomas Munkelt mit neun Titeln in der DDR, Florian Schwarthoff mit drei Titeln in der Bundesrepublik und neun Titeln von 1991 bis 2002 sowie Matthias Bühler mit acht Titeln ab 2009.